# Satilatlas marxi
Satilatlas marxi là một loài nhện trong họ Linyphiidae.
Loài này thuộc chi Satilatlas. Satilatlas marxi được Eugen von Keyserling miêu tả năm 1886.